# 岐阜貨物ターミナル駅
岐阜貨物ターミナル駅（ぎふかもつターミナルえき）は、岐阜県岐阜市今嶺四丁目にある日本貨物鉄道（JR貨物）東海道本線の貨物駅。新南陽駅とともに、着発線荷役方式（E&S方式）を初めて採用した駅であり、駅構内に「着発線荷役方式 発祥の地」とした石碑が建っている。

## 歴史
従来岐阜駅で行われていた貨物の取扱を、同駅の高架化工事着工に伴いそれを移転する形で開業した。同時に旅客駅の西岐阜駅も開業した。

### 年表
- 1983年（昭和58年）11月：着工。
- 1986年（昭和61年）11月1日：国鉄の駅として開業[1]。当初から着発線荷役方式を採用していた[2]。
- 1987年（昭和62年）4月1日：国鉄分割民営化によりJR貨物の駅となる[3]。
- 2011年（平成23年）12月27日：荷積後の貨物列車（27両編成）が構内本線合流点で脱線（後述）[4]。
- 2018年（平成30年）6月：発送貨物の一般トラックから鉄道コンテナへの積替え施設「セルフコンテナステーション」を設置し開業[5]。
- 2023年（令和5年）4月1日：当駅発着コンテナと一般トラックの積替ステーションを、隣接する濃飛倉庫運輸岐阜総合輸送センター1階に開設[6]。

## 駅構造
着発線は4本ある。1本は上下本線の間に中線として存在し、残りの3本は本線の南側にあり、本線側から順に下り1番線、着発1番線、着発2番線となっている。着発1番線・2番線はコンテナ荷役線となっており、その間に1面のコンテナホームがある。ホームの長さは450 mほど。着発線から数本の留置線や引き上げ線が分岐する。駅構内東端のすぐ東側は西岐阜駅となっている。総面積53,000 m2。
ホーム西端から着発2番線を構内踏み切りで渡った場所に駅舎やトラックプールがある。

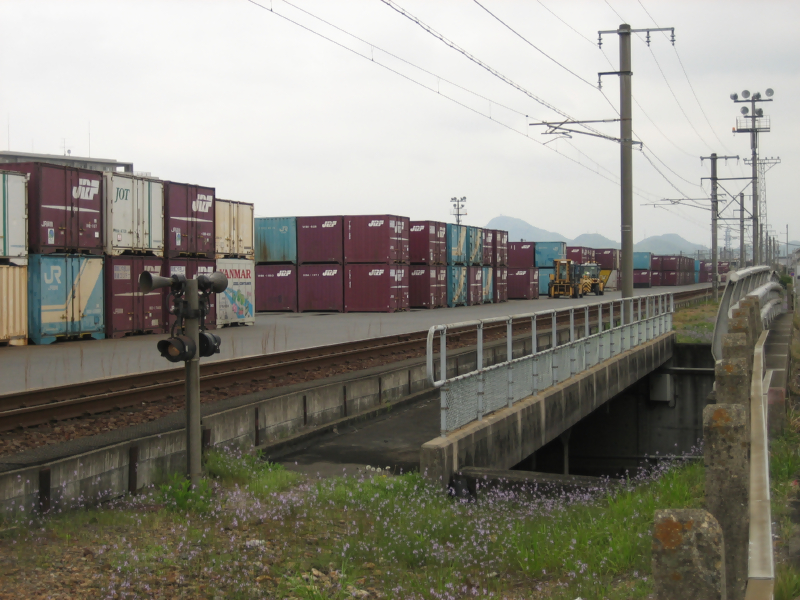
コンテナホーム（着発2番線側）
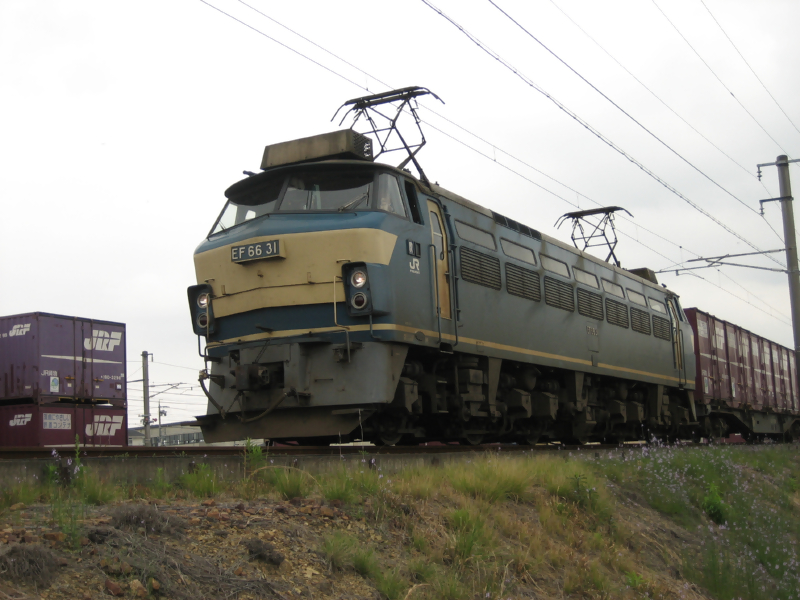
着発2番線へ進入するEF66形電気機関車

## 取扱う貨物の種類
- 鉄道コンテナ貨物 - 12ftJR規格コンテナ、20ft・30ftJR規格大型コンテナ、20ft海上コンテナを取り扱う。
- 産業廃棄物・特別管理産業廃棄物の取扱許可を得ている。

## 貨物列車
以下は2014年3月15日改正時点の状況である。
停車する定期列車はコンテナ車で編成された高速貨物列車のみであり、下り列車（穂積方面行）が1日11本（うち当駅終着1本）、上り列車（西岐阜方面行）が1日9本（うち当駅始発1本）停車し、荷役作業を行う。行先は下りが新潟貨物ターミナル駅・広島貨物ターミナル駅・福岡貨物ターミナル駅・熊本駅、上りが名古屋貨物ターミナル駅・西浜松駅・東京貨物ターミナル駅・仙台貨物ターミナル駅である。
上記列車とは別に、名古屋貨物ターミナル駅との間で1日1往復が運行され、1日1本名古屋貨物ターミナル駅→当駅折り返し→札幌貨物ターミナル駅という区間を走行する列車もある（同区間を走行する列車は通常は稲沢駅折り返し）。
以上の列車のほか、臨時列車も設定されている。

## 駅周辺
国道21号の北約800 mに位置し、接続する岐阜県道173号文殊茶屋新田線が構内をアンダーパスする。日本通運や濃飛倉庫運輸などの通運事業者が多く集まる。
- 宇部エクシモ岐阜工場
- 長良川
- 岐阜市立岐阜商業高等学校
- 岐阜県立岐南工業高等学校
- 岐阜市立市橋小学校

## 付記

### 脱線事故（2011年12月）
2011年（平成23年）12月27日、荷積後の貨物列車（27両編成）が構内で脱線する事故が発生した。ここでは、その事故となった原因を解説する。
- フォークリフトが締結解除されたコンテナを車両から持ち上げようとした際、何らかの原因で締結が外れておらず車両ごと持ち上げてしまったことでこの事故が発生した[注釈 1]。また、発車まで脱線に誰も気づかないまま発車、列車脱線となった。この事故は運輸安全委員会が検証を行ったが、コンテナをフォークリフトで持ち上げ、締結解除状態から締結状態になって脱線した状況は再現できなかった。

## 隣の駅
東海旅客鉄道（JR東海）
東海道本線
西岐阜駅 - 岐阜貨物ターミナル駅 - 穂積駅